# جايسون ماكمانوس
جايسون ماكمانوس (بالإنجليزية: Jason McManus)‏ هو صحفي أمريكي، ولد في 1934.